# Locketina
Genre
Synonymes
- Kuala Locket, 1982 nec Durette-Desset & Krishnasamy, 1976
- Locketella Özdikmen, 2007

Locketina est un genre d'araignées aranéomorphes de la famille des Linyphiidae.

## Distribution
Les espèces de ce genre se rencontrent en Asie du Sud-Est.

## Liste des espèces
Selon World Spider Catalog (version 23.5, 27/06/2022) :
- Locketina fissivulva (Millidge & Russell-Smith, 1992)
- Locketina murphyorum Tanasevitch, 2022
- Locketina pusilla (Millidge & Russell-Smith, 1992)
- Locketina versa (Locket, 1982)

## Systématique et taxinomie
Kuala Locket, 1982, préoccupé par Kuala Durette-Desset & Krishnasamy, 1976 dans les nematodes, a été remplacé par Locketina par Koçak et Kemal en 2006.
Locketella est un nom de remplacement superflu.

## Étymologie
Ce genre est nommé en l'honneur de George Hazelwood Locket.

## Publications originales
- Koçak & Kemal, 2006 : « On the nomenclature of some Arachnida. » Miscellaneous Papers, Centre for Entomological Studies Ankara, vol. 100, p. 5-6 (texte intégral).
- Locket, 1982 : « Some linyphiid spiders from western Malaysia. » Bulletin British Arachnological Society, vol. 5, no 8, p. 361-384.